# POPOP
Cet article possède des paronymes, voir Pop-up et Popop.
Le POPOP ou le 1,4-bis(5-phényloxazol-2-yl) benzène est une molécule connue pour ses propriétés de fluorescence dans les scintillateurs organiques, aussi bien liquides que solides. Il est utilisé comme scintillateur secondaire, ce qui signifie qu'il peut réémettre la lumière reçue avec une longueur d'onde plus courte.